# Australothelais densepunctata
Australothelais densepunctata är en skalbaggsart som beskrevs av Stefan von Breuning 1963. Australothelais densepunctata ingår i släktet Australothelais och familjen långhorningar. Inga underarter finns listade i Catalogue of Life.